# .38 Short Colt

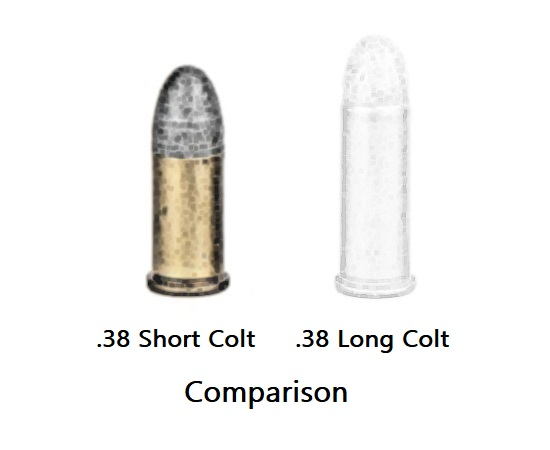
Um .38 Short Colt comparado a um Long

O .38 Short Colt (.38 SC) ou .38 Short Center Fire (.38 SCF), foi um cartucho que utilizava projéteis com rebaixo. A finalidade desse cartucho, era a de converter os cartuchos de armas de percussão de papel, para uma versão metálica, a ser usada por exemplo, no Colt 1851 Navy Revolver da época da Guerra Civil Americana.
Originalmente, o cartucho .38 Short Colt recebia projéteis de 9.5 mm (0,375 in) de diâmetro e massa entre 8 e 8,74 gramas (125–135 gr). Versões mais modernas, receberam projéteis lubrificados internamente de 9,1 mm (0,358 in) de diâmetro e massa entre 8 e 8,74 gramas (125–135 gr).

## Desempenho balístico
| Projétil Peso / Tipo | Velocidade         | Energia            |
| -------------------- | ------------------ | ------------------ |
| 93 gr (6 g) / LRN    | 791 ft/s (241 m/s) | 165 ft-lbf (224 J) |
| 129 gr (8 g) / LRN   | 777 ft/s (237 m/s) | 181 ft-lbf (245 J) |